# 富塔尼
富塔尼（義大利語：Futani），是意大利萨莱诺省的一个市镇。总面积14平方公里，人口1302人，人口密度93.0人/平方公里（2009年）。ISTAT代码为065054。